# Pepingen
Pepingen ist eine belgische Gemeinde in der Region Flandern mit 4592 Einwohnern (Stand 1. Januar 2024). Sie besteht aus den Ortsteilen Pepingen, Beert, Bellingen, Bogaarden, Elingen und Heikruis. 
Halle (Belgien) liegt fünf km südöstlich, Brüssel etwa 17 km nordöstlich und Geraardsbergen 20 km westlich. 
Die nächsten Autobahnabfahrten befinden sich bei Halle an der A 8 bzw. an der A 7/E 19. 
In Halle und Enghien befinden sich die nächsten Regionalbahnhöfe und in Brüssel halten auch überregionale Schnellzüge.
Der Flughafen Brüssel National nahe der Hauptstadt und 28 km nordöstlich der Gemeinde gelegen ist ein internationaler Flughafen. 